# Station Newton (South Lanarkshire)
Newton (South Lanarkshire) is een spoorwegstation van National Rail in South Lanarkshire in Schotland. Het station is eigendom van Network Rail en wordt beheerd door ScotRail. 